# Umberto Mannocci
Umberto Mannocci (Livorno, 24 aprile 1922 – Pisa, 18 novembre 2004) è stato un dirigente sportivo, allenatore di calcio e calciatore italiano, di ruolo centrocampista.
È scomparso nel 2004 all'età di 82 anni.

## Carriera

### Giocatore
Cresce nelle giovanili del Pisa, con cui disputa 4 campionati di Serie B dal 1939 al 1943. Dopo l'interruzione bellica si trasferisce al Livorno, dove dal 1945 al 1949 disputa quattro campionati di massima serie, compreso l'anomalo torneo 1945-1946, di cui gli ultimi 3 da titolare. Nella stagione 1949-1950 disputa il suo ultimo campionato di Serie A con la maglia della Sampdoria; prosegue la carriera fra Serie B, con Cremonese, Reggiana e Messina, e Serie C. Chiude la carriera nel 1956 con il Cecina in IV Serie.
In carriera ha totalizzato complessivamente 97 presenze e 2 reti nella Serie A a girone unico, e 220 presenze e 44 reti in Serie B.

### Allenatore
Cessata l'attività agonistica, intraprende quella di allenatore tornando a Pisa per guidare per 4 stagioni i nerazzurri centrando due promozioni consecutive dalla Promozione Toscana alla Serie C e subendo nel 1958 sei mesi di sospensione a seguito di un derby con il Livorno finito in rissa.
Dopo un anno ad Arezzo, sempre in Serie C, nel 1961 assume la guida del Messina, che condurrà nell'annata 1962-1963 alla prima storica promozione in Serie A e nella stagione successiva alla salvezza. I risultati ottenuti gli valgono la chiamata della Lazio, che guida per tre stagioni in Serie A, venendo esonerato all'ottava giornata del campionato 1966-1967, dopo esser stato in un primo momento confermato alla guida e sostituito da Maino Neri, in un'annata chiusa peraltro con la retrocessione dei romani.
Torna quindi alla guida del Messina in Serie B nella stagione 1967-1968, che vede i siciliani retrocedere in Serie C, mentre per il campionato successivo è al Mantova, sempre in B. Dopo una stagione in Serie C al Potenza, torna a Pisa nel 1970-71, senza riuscire ad evitare la retrocessione in C, dove proseguirà da quel momento la propria carriera in società come Frosinone, Marsala e Cosenza per poi scendere in categorie minori con Pro Italia Galatina e Colleferro.

### Dirigente
Mannocci intraprese anche il ruolo di direttore sportivo del Frosinone, squadra che ha anche allenato in diversi periodi.

## Palmarès

### Allenatore

#### Competizioni nazionali
- Campionato italiano di Serie B: 1

Messina: 1962-1963
- Campionato Interregionale: 1

Pisa: 1957-1958

#### Competizioni regionali
- Promozione: 1

Pisa: 1956-1957